# Comptella coronata
Comptella coronata är en snäckart som beskrevs av Dell 1956. Comptella coronata ingår i släktet Comptella och familjen purpursnäckor. Inga underarter finns listade i Catalogue of Life.